# 165 a.C.
Il 165 a.C. (CLXV a.C. in numeri romani) è un anno  del II secolo a.C.